# Śluza Dębowo
Śluza Dębowo – pierwsza śluza na Kanale Augustowskim (licząc od strony Biebrzy) w okolicy wsi Dębowo.
- Położenie: 0,35 kilometr kanału
- Różnica poziomów: 2,07 m
- Długość: 43,9 m
- Szerokość: 6,1 m
- Wrota: drewniane
- Konstrukcja komory: kamienno-ceglana
- Konstrukcja głowy górnej: kamienno-ceglana
- Konstrukcja głowy dolnej: kamienno-ceglana
- Sposób napełniania: zastawki we wrotach
- Lata budowy: 1826–1827
- Kierownik budowy: ppor. inż. Michał Przyrembel
- Średnie rzędne zwierciadła wody:
  - dolnej: 109,92 m n.p.m.
  - górnej: 111,99 m n.p.m.
- Rzędna zwierciadła wody:
  - min.: 111,74 m n.p.m.
  - maks.: 112,24 m n.p.m.

Jest to jedyna zabytkowa śluza na południowym odcinku kanału. W skład zespołu śluzy wchodzą też zabudowania obsługi. Nad śluzą przechodzi most drogowy. Pierwotny drewniany most został zniszczony podczas II wojny światowej, obecnie jest to konstrukcja betonowa.

## Obiekty hydrotechniczne
| Nazwa / rodzaj | Światło całkow. [m] | Liczba i światło otworów [szt. × m] | Maks. wydatek [m³/s] | Uwagi         |
| -------------- | ------------------- | ----------------------------------- | -------------------- | ------------- |
| Jaz Dębowo     | 12                  | 5 × 2,4                             | 79,00                |               |
| Jaz Dębowo     | 2,5                 | 1 × 2,5                             | 9                    | upust młyński |